# Бонита (Калифорнија)
Бонита (енгл. Bonita) насељено је место без административног статуса у америчкој савезној држави Калифорнија.

## Демографија
По попису из 2010. године број становника је 12.538, што је 137 (1,1%) становника више него 2000. године.
| Група             | 2000.         | 2010.         |
| Белци             | 6.763 (54,5%) | 5.387 (43,0%) |
| Афроамериканци    | 386 (3,1%)    | 466 (3,7%)    |
| Азијати           | 1.059 (8,5%)  | 1.200 (9,6%)  |
| Хиспаноамериканци | 3.779 (30,5%) | 5.106 (40,7%) |
| Укупно            | 12.401        | 12.538        |